# Арзава
Арзава е наименование на регион и политическо образувание (кралство или федерация на местните власти) в Западен Анадол през втората половина на 2 хилядолетие пр.н.е. (приблизително от края на 15 век пр.н.е. до началото на 12 век пр.н.е.).

## История
Смята се, че ядрото на Арзава е по поречието на река Малък Мендерес (на турски: Küçük Menderes) със столица в Апаса, по-късно известна като Ефес. Когато хетите завладяват Арзава, тя е разделена на три хетейски провинции: южна провинция, наречена Мира по поречието на Маандър, която по-късно става известна като Кария; северна провинция, наречена Земя на река Сеха, по поречието на река Гедиз, която по-късно става известна като Лидия; и източна провинция, наречена Хапала.
Тя наследява федерацията Асува, която включва и части от Западен Анадол, но е завладяна от хетите в 1400 г. пр.н.е. Арзава е западната съседка и съперник на Средното и Новото хетейско царство. От друга страна, тя е в тясна връзка с Ахихиавата от хетските текстове, което съответства на ахейците от Микенска Гърция. Нещо повече, ахейците и жителите на Арзава образуват коалиция срещу хетите в различни периоди.
Езиците, които се говорят в Арзава през бронзовата и ранната желязна епоха, не могат да се определят ясно поради недостига на писмени източници на коренното население. По-рано се смята, че езиковата идентичност на Арзава е предимно лувийска, основаваща се на замяната на обозначението Лувия с Арзава в повреден пасаж от копие на законите от хетите. Обаче се спори, че Лувия и Арзава са две отделни образувания, тъй като Лувия се споменава в хетските закони като част от хетското старо царство, докато Арзава е независима от хетите през този период. Географската идентичност между Лувия и Арзава е отхвърлена или поне хвърлена под съмнение в различни скорошни публикации, въпреки че етнолингвистичните последици от този анализ все още не са ясни. Един учен предполага, че в Арзава няма значимо лувианско население, вместо това тя е обитавана предимно от хора, говорещи прото-лидийски и пра-кариански език. Разликата между двата подхода не трябва да се преувеличава, тъй като карианският език принадлежи към лувианския клон на анадолските езици. По този начин присъствието на лувианци в Арзава е общопризнато, но дали елитът на Арзава е от същия произход в тесния смисъл, остава въпрос на дебат.
Според хетски източници, в 1320 г. пр.н.е. Апзава се присъединява към антихетските сили. Хетските царе Шупилулиума I и Мурсил II най-накрая успяват да победят Арзава около 1300 г. пр.н.е. Кралят на Арзава бяга на контролирана от Микена територия. Тогава Арзава е разделена от хетите на васални царства.